# Musée de la Résistance nationale
El musée de la Résistance nationale (MRN) (en español, Museo de la Resistencia Nacional) es un museo dedicado a la Resistencia francesa cuya principal sede se encuentra en Champigny-sur-Marne, al este de París. También incluye otros sitios en Francia, como Bourges (Caro), Châteaubriant (Loira Atlántico), Givors (Ródano), Montluçon (Allier), Niza (Alpes Marítimos) y Varennes-Vauzelles (Nièvre). La asociación "Musée de la Résistance nationale" está reconocida de utilidad pública. El MRN está dirigido por el historiador Thomas Fontaine.

## Historia
Iniciada en 1965, la idea de un Museo de la Resistencia Nacional se concretó gracias al apoyo de las autoridades locales, de resistentes y deportados, sindicatos, asociaciones y de ciudadanos comunes. Además de las exposiciones temporales e itinerantes, el museo realiza una serie de publicaciones y eventos culturales y científicos. 
El Museo Nacional de la Resistencia administra, preserva, enriquece y pone en valor una colección excepcional relacionada con la Guerra Civil Española y la Segunda Guerra Mundial. Esta colección, etiquetada como "Museo de Francia", fue transferida a los Archivos nacionales.
Desde 1985, el museo se ha instalado en una mansión del siglo XIX en el parque Vercors al borde del Marne. En el año 2000 se inauguró un lugar de conservación, investigación y documentación, el Centre de conservation et de consultation "Jean-Louis Crémieux-Brihlac" (Centro de conservación y de consulta "Jean-Louis Crémieux-Brihlac"), cuya misión es salvaguardar, estudiar y enriquecer las colecciones (archivo, objetos, bibliotecas) del MRN, para hacerlos accesibles a una amplia audiencia, para diseñar e implementar acciones educativas y de difusión. 
La sede del museo será trasladada en 2019 a un espacio de nueva planta denominado Aimé Césaire.

## Colecciones y actividades
Este espacio permite la conservación de documentos originales y objetos recolectados gracias a más de 4,000 donaciones desde 1965: 800 metros lineales de archivos, cerca de 5,000 objetos, una colección de bellas artes, importantes colecciones de películas y fotografías, una biblioteca del patrimonio, así como un vasto conjunto de recursos documentales.
El MRN conserva una de las principales colecciones de ediciones clandestinas, y archivos de organizaciones de la Resistencia francesa, así como los fondos fotográficos de 320 000 imágenes del periódico Le Matin (periódico francés fundado en 1884 y desaparecido en agosto de 1944 después de haber colaborado con los nazis), fotografías de Robert Doisneau, el manuscrito original del poema Liberté de Paul Éluard, la última carta de Guy Môquet, etc.
Según el acuerdo con el Ministerio de Educación Nacional, el MRN participa activamente en la preparación del Concours national de la Résistance et de la Déportation (CNRD) (Concurso nacional de la Resistencia y de la Deportación).